# Mictochroa costiplaga
Mictochroa costiplaga là một loài bướm đêm trong họ Noctuidae.